# José Varacka
José Varacka (Buenos Aires, 27 maggio 1932 – Buenos Aires, 22 ottobre 2018) è stato un allenatore di calcio e calciatore argentino, di ruolo difensore e centrocampista.

## Caratteristiche tecniche
Era in grado di giocare sia come difensore centrale che come centrocampista difensivo. Iniziò come mediano con attitudini di copertura — cui si aggiungevano buone doti tecniche e caratteriali — per poi, approdato al River Plate, indietreggiare di qualche metro in campo, assumendo la posizione di centrale difensivo.

## Carriera

### Giocatore

#### Club
Debuttò nella prima squadra dell'Independiente nel 1952, vivendo negli anni 1950 un periodo positivo sia a livello di squadra che personale: malgrado il suo scarso apporto realizzativo, infatti, fu comunque uno dei principali tasselli della formazione, di cui guidava il centrocampo. Passato nel 1960 al River Plate, subito dopo aver vinto il suo primo (nonché unico) titolo nazionale con l'Independiente, cambiò ruolo e continuò a fornire prestazioni di livello, tanto che nel 1962 fu giudicato uno dei migliori giocatori d'Argentina. Una volta lasciata anche tale squadra, si trasferì al Racing — rivale cittadino della sua ex squadra, l'Independiente — ma vi giocò un solo campionato. Passò poi brevemente in Cile e in Perù, ove chiuse la carriera nel 1968.

#### Nazionale
Convocato per la prima volta in Nazionale nel 1956, vi debuttò il 22 gennaio di quell'anno, venendo in seguito convocato da Guillermo Stábile per Uruguay 1956. Durante tale manifestazione, fece parte della linea di centrocampo del 2-3-5, lo schema adottato dalla selezione Argentina, a fianco di Lombardo e Gutiérrez, ma subì la concorrenza di Mouriño, che giocò dall'inizio tutte le partite meno quella con il Cile, dove comunque sostituì Varacka all'inizio del secondo tempo. Convocato per il campionato del mondo 1958, stavolta Varacka affiancò Dellacha nel centrocampo a due dell'Argentina, presenziando per tutti i novanta minuti delle tre partite giocate dalla propria formazione al Mondiale; in una manifestazione che vide lo scarso successo della Nazionale sudamericana, Varacka fu una delle poche note positive. Nel 1959 partecipò al Sudamericano, che si svolgeva proprio in patria; poiché la formazione era tornata al 2-3-5, il giocatore riprese la stessa posizione del torneo di due anni prima, ma ancora una volta Mouriño lo rimpiazzò dopo un solo incontro. Escluso dal campionato del mondo 1962, partecipò a Inghilterra 1966 come riserva del più giovane Albrecht, e si ritirò dalla Nazionale dopo il torneo.

### Allenatore
La sua carriera di allenatore ebbe inizio in patria, con il Gimnasia di La Plata; chiamato dal Boca Juniors, vi rimase per un solo anno, per poi tornare al Gimnasia, senza comunque mai figurare nelle prime posizioni. Nel 1974 affiancò il suo ex compagno di Nazionale Vladislao Cap in qualità di assistente in panchina durante Germania Ovest 1974; l'andamento non soddisfacente della selezione però causò l'allontanamento di Cap dall'incarico, e conseguentemente Varacka riprese la propria carriera da tecnico. Visse un buon periodo specialmente in Colombia, ove vinse due campionati con l'Atlético Junior.

## Palmarès

### Giocatore

#### Club
- Campionato argentino: 1

Independiente: 1960

#### Nazionale
- Coppa America: 1

Argentina 1959

### Allenatore
- Campionato colombiano: 2

Atlético Junior: 1977, 1980